# V.I.P. (jeu vidéo)
Pour les articles homonymes, voir VIP.
V.I.P. est un jeu vidéo d'action développé par Ubisoft Shanghai et Planet Interactive, édité par Ubisoft, sorti en 2002 sur PlayStation, PlayStation 2, Windows, Game Boy Color et Game Boy Advance. Il est adapté de la série V.I.P..

## Accueil
- Jeuxvideo.com : 6/20 (GBA)[1]